# Der Landbote

Der Landbote est un quotidien de langue allemande de la ville de Winterthour.

## Histoire
Le Landbote est fondé en 1836 à Winterthour.
D'abord hebdomadaire libéral destiné à la campagne, il devient en 1857 un quotidien des Jeunes radicaux et rapidement le principal organe du Parti démocratique du canton de Zurich. Il est détenu par la famille Ziegler à partir de 1866. Après la disparition du Parti démocratique en 1971, le Landbote s'ouvre à la pluralité des opinions. En 2007, il s'allie à la Thurgauer Zeitung pour former le groupement Die Nordostschweiz, avec une rédaction commune à Winterthour.
Après avoir acquis 20 % des actions de l'entreprise en 2005, puis la majorité en 2013, Tamedia rachète en 2014 au dernier actionnaire individuel, héritier de la famille fondatrice, les 9 % qui lui manquaient pour en détenir la totalité. L'actualité cantonale est alors couverte en collaboration avec d'autres journaux locaux du groupe et une partie de l'actualité nationale et internationale est fournie par la Berner Zeitung.
Le Landbote est le principal quotidien de Winterthour et de ses environs au début du XXIe siècle.

## Tirage
- 1854 : 3 080
- 1885 : 6 500
- 1914 : 9 000
- 1936 : 11 000
- 1950 : 15 650
- 1970 : 27 900
- 1986 : 40 000
- 2001 : 46 427[1]
- 2007 : 37 000[2]
- 2013 : 30 000[3]